# Omnibus compertum
Omnibus compertum ist eine Enzyklika von Papst Leo XIII., sie datiert vom 21. Juli 1900. Mit dem Untertitel „Über die Einheit der griechischen Melchiten“ wandte er sich an die Patriarchen, Erzbischöfe und Bischöfe der Melkitischen Griechisch-Katholischen Kirche.

## Vorgeschichte
Als Melkiten (vom syrischen Wort malka, welches Kaiser bedeutet) wurden die überwiegend griechischsprachigen Christen der Patriarchate von Jerusalem, Alexandria und Antiochia bezeichnet, die der Entscheidung des Konzils von Chalcedon (451) folgten und gegenüber den „monophysitischen“ Mehrheitskirchen in ihren Gebieten in die Minderheit gerieten. Nach der Trennung (Schisma) zwischen Rom und Konstantinopel 1054 gehörten sie zu den östlichen orthodoxen Kirchen. Nach einem Schisma im Griechisch-Orthodoxen Patriarchat von Antiochien entstand im 18. Jahrhundert die Melkitische Griechisch-Katholische Kirche, die den byzantinischen Ritus beibehielt, aber von Papst Benedikt XIII. als mit Rom unierte Kirche anerkannt wurde.

## Inhalt

### Die Besonderheiten der östlichen Kirchen
Leo XIII. führt aus, dass er seit seiner Amtsübernahme seine besondere Aufmerksamkeit den christlichen Völkern des Ostens gewidmet habe. Es sei sein Ziel gewesen, die Völker eng miteinander zu verbinden. Dazu habe es mehrere Aktionen gegeben, aber zu dem griechisch-melchitischen Patriarchen von Antiochia habe er immer eine besondere Zuneigung gehabt. Als Beispiele führt Leo XIII. an, dass im Jahr 1882 für die griechischen Melchiten in der Stadt Jerusalem ein Priesterseminar erbaut worden sei, dass auf Kosten des Papstes die Ausbildung vieler junger Männer auf dem Kolleg St. Athanasius in Rom erfolgen konnte und schließlich 1894 wurde in der Verfassung „Orientalium“  der gleiche Ritus und die Gerichtsbarkeit des griechisch-melchitischen Patriarchen bekräftigt. Es sei daher lobenswert, wie sich die griechisch-melchitischen Christen mit Eifer und Fleiß um eine gute Sache bemühen würden. Es sei aber derzeit eine Unstimmigkeit und Uneinigkeit vernehmbar und dies sei nun der Anlass, sich an den griechisch-melchitischen Klerus zu wenden.

### Empfehlungen zur Eintracht
In seiner Enzyklika empfiehlt der Papst drei Maßnahmen, welche zur Eintracht betragen könnten:
- die Rechte, Privilegien, Pflichten und Vorrechte des Patriarchen sollen bestehen bleiben,
- die Bischöfe der Melchiten sollen dem Patriarchen die ihm zustehende Ehrerbietung geloben, sie sollen ihn als rechtmäßigen Vorgesetzten anerkennen und
- es sollte ein gemeinsamer Rat einberufen werden, welcher folgende Punkte zu diskutieren hätte: die Rechte des Patriarchen, die konkrete Verwaltung, die Disziplin der Geistlichen, das Leben der Mönche, über religiöse Institutionen, über die Tätigkeit in der Mission und die heilige Liturgie solle mit umsichtiger Sorge betrachtet werden.

### Exhortatio
In der abschließenden Exhortatio ermahnt er alle, mit ganzem Herzen, mit Demut und Sanftheit die Einheit im Bunde des Friedens zu fördern.  Uneinigkeit zerstöre und solle vermieden werden, jede erdenkbare Hilfe werde vom Heiligen Stuhl angeboten, damit zur  Vollendung der griechischen Melchiten beigetragen werden könne.